# Avenida Novena (Bogotá)
La Avenida Novena (también conocida como la Avenida Laureano Gómez desde 1989) es una vía que recorre el norte de Bogotá en sentido norte-sur y viceversa. Se extiende mayormente por la localidad de Usaquén, siendo parte de la Avenida NQS.
Al norte termina a la altura de la Calle 193 (aunque actualmente la vía es transitable sólo hasta la Calle 170). Al sur, a la altura de la Calle 92, la vía cuenta con un pequeño tramo pasando por la localidad de Chapinero y se convierte en la Carrera 30, donde también se cruza con la Autopista Norte.
Este es el componente septentrional de la Avenida NQS, una agrupación de avenidas que recorren la ciudad de su norte a su suroccidente que incluye la Carrera 30 como componente central y la Autopista Sur como componente meridional.

## Nomenclatura
| Denominación   | Tramo                |
| -------------- | -------------------- |
| Carrera 9      | Calle 193-Calle 106  |
| Transversal 13 | Calle 106-Calle 100  |
| Diagonal 92    | Calle 100-Carrera 45 |

## Trazado
La Avenida Novena sigue el trazado del Ferrocarril del Norte del antiguo Tren de la Sabana. Se planea en un futuro construir sobre el antiguo ferrocarril un tranvía; la línea norte del RegioTram.
La vía comienza en la intersección con la Carrera 30, a la altura de la Calle 92, y se dirige hacia el nororiente. En su recorrido atraviesa el extremo noroccidental de Chapinero, donde se cruza con la Calle 100 antes de ingresar a la localidad de Usaquén. Dentro de Usaquén, la vía tiene intersecciones con ejes viales como la Calle 116, la Calle 127, la Calle 134 y la Calle 147.
En 2009 iniciaron una serie de obras para ampliar la vía hasta la Calle 170, las cuáles se preveían estuviesen concluidas para 2011, pero no serían entregadas sino hasta 2012 debido a retrasos.
En 2021 iniciaron obras de ampliación que ampliasen la avenida desde la Calle 170 hasta la Calle 193, un sector donde una parte de la vía (entre las calles 183 y 191) ya existía, pero se encontraba sin pavimentar. Se preveía que las obras concluyesen en 2022, pero retrasos han prolongado el tiempo de construcción.

## Cruces
- Avenida San Antonio (Calle 183)
- Avenida San Juan Bosco (Calle 170)
- Avenida Servitá (Calle 165)
- Avenida Las Orquídeas (Calle 161)
- Avenida La Sirena (Calle 153)
- Avenida Cedritos (Calle 147)
- Avenida Contador (Calle 134)
- Avenida Callejas (Calle 127)
- Avenida Pepe Sierra (Calle 116)
- Avenida España (Calle 100)
- Autopista Norte (Carrera 45 - Carrera 20)

## Transporte público

### Componente alimentador de TransMilenio
Los alimentadores que pasan por la Avenida Novena vienen del y van a dar con el Portal Norte.
- 2-5 San Cristóbal: Tiene dos paradas en la Avenida Novena. Una ubicada en la Calle 165A y otra ubicada en la Calle 168.[9]
- 2-8 Expreso 170 Oriental: Tiene dos paradas en la avenida. Una ubicada en la Calle 165A y otra ubicada en la Calle 168.[10]

### Componente zonal del SITP
Desde 2021, las rutas zonales del SITP (excepto las rutas alimentadoras) manejan una nomenclatura basada en la existente para las troncales de TransMilenio. La letra indica hacia cuál zona se dirige el bus, mientras que los números indican la ruta que sigue el mismo. Sin embargo, aún existen rutas con la errática nomenclatura antigua.
| A103 Germania C103 Portales del Norte | A708 Chicó Norte H708 Antonio José de Sucre | A900 Galerías B900 El Codito |
| B608 Calle 134 H608 Arabia            | B631 Calle 134 H631 Paraíso                 |                              |

| 191 Metrovivienda-Unicentro | T11 Alpes-Calle 222 | T26 Palermo Sur-Country Club |
| T163 Perdomo-Calle 222      |                     |                              |

### Tren de La Sabana y RegioTram
La Avenida Novena sigue el recorrido del Ferrocarril del Norte del Tren de la Sabana, donde se construirá la línea norte del RegioTram.

## Sitios importantes en la vía

### Usaquén
- Estación de ferrocarril de San Antonio (Calle 183)
- Universidad San Buenaventura (Calle 172)
- Homecenter (Calle 152)
- Almacenes Éxito (Calle 134)
- Universidad del Bosque (Calle 131A)
- Instituto Pedagógico Nacional (Calle 127)
- Clínica Fundación Santa Fe de Bogotá (Calle 116)
- Hotel W (Calle 113)
- Embajadas de Australia, Canadá, Finlandia, Honduras y México (Calle 113)
- Centro comercial Santa Ana (Calle 110)
- Estación de ferrocarril de Usaquén (Calle 109)

### Chapinero
- Hotel Casa Dann Carlton (Calle 94)